# ناچو گررو
ناچو گررو (انگلیسی: Nacho Garro؛ زادهٔ ۲۱ آوریل ۱۹۸۱) بازیکن فوتبال اهل اسپانیا است.
از باشگاه‌هایی که در آن بازی کرده‌است می‌توان به باشگاه فوتبال دپورتیوو آلاوس، باشگاه فوتبال رئال مورسیا، باشگاه فوتبال میراندس، باشگاه فوتبال لاس پالماس، باشگاه فوتبال ایبار، و باشگاه فوتبال اتلتیک بیلبائو بی اشاره کرد.
وی همچنین در تیم ملی فوتبال زیر ۱۶ سال اسپانیا بازی کرده‌است.